# فرانسوا كزافييه مارتن
فرانسوا كزافييه مارتن هو محامي وقاضي وسياسي أمريكي، ولد في 17 مارس 1762 في مارسيليا في فرنسا، وتوفي في 11 ديسمبر 1846 في نيو أورلينز في الولايات المتحدة. انتخب عضو مجلس نواب كارولينا الشمالية ‏.